# Лазурі (Горж)
Лазурі (рум. Lazuri) — село у повіті Горж в Румунії. Входить до складу комуни Скоарца.
Село розташоване на відстані 216 км на захід від Бухареста, 16 км на схід від Тиргу-Жіу, 82 км на північ від Крайови.

## Населення
За даними перепису населення 2002 року у селі проживали 329 осіб, усі — румуни. Усі жителі села рідною мовою назвали румунську.